# ابن الفرضي
أبو الوليد عبد الله بن محمد بن يوسف المعروف بـابن الفرضي (351 هـ - 403 هـ) مؤرخ وحافظ أندلسي.
ولد أبو الوليد عبد الله بن محمد بن يوسف بن نصر الأزدي في قرطبة في ذي القعدة عام 351 هـ، درس ابن الفرضي على يدي علماء قرطبة، قبل أن يرحل إلى المشرق عام 382 هـ، حيث حج وأخذ عن علماء مكة ومصر والقيروان قبل أن يعود للأندلس. عاد ابن الفرضي من المشرق، وهو على علم بالفقه والحديث وعلم الرجال والأدب، كما كان حسن البلاغة والخط، جمّاعًا للكتب.
وقد ألف ابن الفرضي عددًا من الكتب منها «تاريخ علماء الأندلس» و«المؤتلف والمختلف في أسماء الرجال» و«أخبار شعراء الأندلس» و«مشتبه النسبة» وغيرها. وقد كتب ابن بشكوال كتابه «الصلة» تكملة لكتاب «تاريخ علماء الأندلس» لابن الفرضي. تولى ابن الفرضي قضاء بلنسية في عهد الخليفة محمد المهدي بالله ولابن الفرضي شعر حسن منه:
وقد قتل ابن الفرضي في 6 شوال 403 هـ، يوم أن دخل البربر قرطبة مع سليمان المستعين بالله.